# TATSUJIN
『TATSUJIN』（たつじん、タツジン）は、1988年にアーケードゲームとして稼働開始した縦スクロールシューティングゲーム。販売はタイトー、開発は東亜プラン。日本国外名は『TRUXTON』。
1989年にメガドライブ、1992年にPCエンジンに移植されて発売され、以降も様々な機種に移植されている。
アーケード版は、ゲーム誌『ゲーメスト』の企画「第3回ゲーメスト大賞」（1989年度）にて読者投票によりベストシューティング賞で4位、年間ヒットゲームで16位を獲得した他、ゲーメストムック『ザ・ベストゲーム』では43位を獲得した。
後に続編として『達人王』（1992年）がリリースされている。
2023年9月、株式会社TATSUJINはPlayStation 5用の『TATSUJIN EXTREME』を発表しました。

## 概要
長らくタイトーに販売を委託してきた東亜プランは、本作のリリースを皮切りに自社ブランドを前面に押し出し、「東亜系シューティング」のスタイルを確立してゆく。日本国内でのセールスは非常に好調で、その理由として開発者の弓削雅稔は当時のテーブル筐体の画面を覆い尽くす5本のサンダーレーザーのインパクトを挙げている。一方で海外での評価は芳しくなかったという。
サンダーレーザーの他、本作で登場した特徴的なシステムとしては「ボンバー」（達人ボム）がある。『TATSUJIN』の名の通り、本作は達人シューター向けの高難易度でも知られるが、達人ボムの採用はその相殺という一面もある。ボンバーというシステム自体は東亜プランの『タイガーヘリ』が初出だが、ボタンを押してからボンバーが発動するまでにタイムラグがあった『タイガーヘリ』に対し、ボタンを押した瞬間に即発動する（本作では若干のラグがあり、デモで被弾後にボムが爆発するものがある）ボンバーが採用されたのは本作がゲーム史上初である。攻撃よりも防御、戦略性よりも緊急回避性を重視したこのタイプのシンプルなボンバーは以後登場するほぼすべてのシューティングゲームで採用されている。
高難易度とそれを相殺するボム、ボタンを押しただけで敵を倒せるシンプルさ、武器のビジュアル的なインパクトという、以後のほぼすべてのシューティングゲームで踏襲される要素を確立した本作は、近代シューティングの基礎を築いた作品であるとゲームライターの箭本進一は評している。作品の5割以上をパターン作成で乗り切れるゲームの法則性から、ある程度シューティングゲーム慣れしていない層にも取り組みやすい作品であった。
一方で、本作以後の東亜シューティングを含めシューティングというジャンルはますます高い難易度とビジュアルインパクトが志向・追求されるようになり、（シューティング）ゲームマニア向けに先鋭化。一般のファン（とアミューズメントセンターに来る客層）にとっては「一見さんお断り」のイメージが強くなり、徐々にメインステージからは外れていくことになった。

## ゲーム内容

### システム
8方向レバーで自機を操作し、メインショット（空中、地上どちらも攻撃可能）と達人ボム（いわゆるボンバー）を駆使し1面あたり40エリア（画面）全5面の全200エリアを攻略する。道中の5体のボスを倒すごとに通常BGMが変わるため、メガドライブ版では5ステージ構成としている。ボスでミスすると一定の復活ポイントまで戻される。敵や地上物を倒すと様々な効果を持ったアイテムが出現し、それを取得することによって様々な効果が得られる。

### パワーアップアイテム
それぞれの文字が書かれたアイテムを取得することにより様々なパワーアップを行う。
P
ショットボタンで発射する武器のパワーアップアイテムだが、本作品では取ってもすぐには効果が表れない。5個取得でようやく1段階パワーアップする。最高2段階まで。自機がやられても4個まではストックが効く。ただし最高段階までパワーアップしてしまうとそれ以上ストックができない。
通常は本アイテムの色はシルバーだが、4個ストックした状態（あと1つ取ればパワーアップする状態）のときはピンクになる。
S
取得するごとに移動速度が上がる。4個で最高速になり、5個目からは5000点のボーナス得点となる。
B
達人ボムを1発補給する。基本的にボタンを押したその場で効果を発動させるタイプなので緊急回避や弾消しに重宝するが、ダメージを与える場合、近距離で使用する必要がある（アーケード版は自機を中心にボムが作用する、メガドライブ版は画面を中心にボムが作用し、画面全体に均等にダメージを与える）。ごく僅かなタイムラグがあるため、自機がやられた直後に爆発することもある。自機を中心に巨大なドクロ状の爆炎を起こす。10発までストック可能。残り使用可能数は画面右下にドクロマークを並べて表示する（メガドライブ版はスコアやボム数などの情報を右側の帯状のエリアに表示される）。10個ストックされた状態で取ると5000点のボーナス得点となる。
1UP
自機を1機追加。特定の武器でしか壊せない地上物に入っている。全3箇所。1回取ると次以降の周ではショットアイテムに変化する。
2UP
自機を2機追加。一定エリア連続ノーミス時にゲーム中1回に限り出現する。最初からノーミスの場合、3面の最初のアイテムキャリアが2UPになる。なお、1UPと2UPは他のアイテムと違い、その場に留まらずに空中を浮遊する。

### 武器チェンジアイテム
メインショットは取得する武器チェンジアイテムの色によって3種類に変更することが可能。装備している色と同じ色のアイテムを取るとボーナス得点が入る。武器チェンジするタイミングによって敵の硬さを変えることができる。
赤アイテム（パワーショット）
初期装備。扇状に3WAYのバルカンを撃つ。パワーアップにより3方向の弾がそれぞれ3発×3WAY→5発×3WAY（MD版では9WAY→9WAY+バリア）になる。敵を貫通しない性質で、近距離で撃つと複数のショットが集中して当たるため、敵に効率的にダメージを与えられる。ショット一発の威力が弱いため、遠距離で耐久力ある敵には苦戦する。
緑アイテム（達人ビーム）
短いビームを真正面に発射する。耐久力の小さい敵は貫通して破壊する。パワーアップにより3連装→5連装になる。直線的な武器であるため、横からの攻撃には苦戦を強いられる。
青アイテム（サンダーレーザー）
稲妻状の途切れの無い長いレーザーを発射する。ショットボタンを押しっぱなしにすることにより継続で発射される。耐久力の小さい敵を貫通し、耐久力の大きい敵に対しては破壊するまでロックオンし続ける。パワーアップにより3連装→5連装になる。ロックオンすると自機めがけて突っ込んでくる敵もいる。敵を追尾するので、プレイヤーの意図する敵に攻撃を当てられないという難点があり、プレイには時に工夫が必要。

## 移植版
| No. | タイトル                                | 発売日                          | 対応機種                                                    | 開発元        | 発売元                                   | メディア                                | 型式              | 売上本数 | 備考                                                                       |
| --- | --------------------------------------- | ------------------------------- | ----------------------------------------------------------- | ------------- | ---------------------------------------- | --------------------------------------- | ----------------- | -------- | -------------------------------------------------------------------------- |
| 1   | TATSUJIN                                | 1989年12月9日 1989年 1990年11月 | メガドライブ                                                | 東亜プラン    | セガ                                     | 4メガビットロムカセット                 | G-4020            | -        |                                                                            |
| 2   | TATSUJIN                                | 1992年7月24日                   | PCエンジン                                                  | スティング    | タイトー                                 | 4メガビットHuCARD                       | TP-04022          | -        |                                                                            |
| 3   | TATSUJIN classic                        | 2019年9月24日                   | iOS / Android                                               |               | Mobirix                                  | ダウンロード                            |                   |          | アーケード版の移植                                                         |
| 4   | TATSUJIN                                | 2022年3月2日                    | イーグレットツー ミニ                                       | 瑞起          | タイトー                                 | プリインストール                        | -                 |          | アーケード版の移植 本体にあらかじめインストールされた40作品の1つとして収録 |
| 5   | TATSUJIN                                | 2022年7月28日                   | アストロシティミニ V                                        | 瑞起          | セガトイズ                               | プリインストール                        | -                 |          | アーケード版の移植 本体にあらかじめインストールされた22作品の1つとして収録 |
| 6   | TATSUJIN                                | INT 2022年10月27日              | メガドライブ ミニ2 SEGA Genesis Mini 2                      | エムツー      | セガ                                     | プリインストール                        | HAA-2524 MK-16310 |          | メガドライブ版の移植 BGMをアーケード版準拠に変更可能                       |
| 7   | Truxton                                 | INT 2023年2月14日               | Windows                                                     | Bitwave Games | Bitwave Games                            | ダウンロード （Steam、GOG.com）         | 2022880           |          | アーケード版の移植                                                         |
| 8   | Amusement Arcade TOAPLAN                | INT 2024年11月16日              | iOS Android                                                 | TATSUJIN      | TATSUJIN                                 | ダウンロード （App Store、Google Play） | -                 | -        | アーケード版の移植 東亜プラン制作のゲーム25本をカップリング。              |
| 9   | 東亜プラン アーケードコレクション VOL 2 | INT 2025年8月28日               | Nintendo Switch PlayStation 4 PlayStation 5 Xbox Series X/S | Bitwave Games | シティコネクション INT Clear River Games | ダウンロード                            | -                 | -        | アーケード版の移植                                                         |

メガドライブ版
- 開発は東亜プランで販売はセガで発売された。上述の通り、パワーアップに多少のアレンジがなされており、EDもオリジナルのものが盛り込まれた。東亜プランがメガドライブで初めて開発した作品であり、またメガドライブ用ソフトとしても初期の作品にあたる。以後、東亜プランが開発したコンシューマ作品の大半はメガドライブのみでリリースされる[注 1]ことになるが、これは当時の東亜プランが家庭用ゲーム機市場を重視していなかったことと、メガドライブのCPUがアーケード版と同じMC68000を使用していたからである。
- 縦画面ゲームを横画面に再構成した関係上、ゲームフィールドが狭く感じられる点は気になるが、画面内にステージ情報が追加されているため現在プレイ中のステージが明確にわかるようになっているという改善点もあり、ステージ構成はアーケード版の頃から明確な区切りがあったことが分かる。総合的に見ると、完成度は高いという評価が一般的である[1]。
- 最高レベルのノーマルショットが15WAYから9WAY+レインボウショットに変更されている。パワーアップパーツは最高レベルまでパワーアップしても10個までストックができるため、最大までストックすれば自機がやられても最高レベルで復活することができる。
- なお、BGMにドラムパートが全くない他、テンポがアーケード版に比べ異様に早いことがよく指摘される。これはメインプラグラマーの弓削がメガドライブのサウンドの仕様を知ったのがマスターアップ直前で、調整不足のままロールアウトせざるを得なかっためである[11]。厳密には、このMD版はフレームレートが欧州のアナログテレビ規格「PAL」に準拠して作られており、日本のアナログテレビ規格「NTSC」で出力すると、規格の差異の影響で1.2倍のスピードで動作してしまっていることにによる[注 2] 。
  - 2022年10月27日、セガがリリースする復刻系テレビゲーム機「メガドライブ ミニ2」に約50作のゲーム群の一つとして収録される。この収録版では、先述したBGMのテンポをアーケード版準拠にできるオプションが実装される、ある意味「完全版」というべきバージョンとなっている。

PCエンジン版
- タイトーよりPCエンジンHuCARD用で発売。移植の発表はメガドライブ版の発売と同時期であったが、発売までにはおよそ2年半ほどの時間を要した。メガドライブ版では割愛されていたパワーショットの15連ショットが使用可能。業務用には無かったショットが2段階レベルであってもPアイテムがストックできる仕様や、オリジナルのED等が盛り込まれた。タイトーが以前発売したPCE版の究極タイガーと同じ横画仕様での移植だが、裏技のオプションモードの拡張により縦画面風にしても遊べる。BGMは女神転生シリーズのBGMの作曲で知られる増子司が手掛けていた。

iOS/Android版
- Mobirixより発売。アーケード版を忠実に再現した移植。同社が東亜プラン作品を配信した最初のアプリで、次のようなシステムになっている。
  - ほとんど無料でプレイ出来るが、ゲーム開始前と終了後に広告が表示される。
  - ダイヤと引き換えることでフルパワー状態からゲーム開始できる。コンティニューも同様。ダイヤはゲームを進めると貯めることが出来るほか、自ら課金して手に入れることも可能。
  - 難易度を4段階から選択可能となっている。ただし、HARDとVERY HARDは特定の条件を満たさないとプレイ出来ない。
  - ゲーム中のデモ画面とネームエントリーは削除。

イーグレットツー ミニ版
- タイトーより発売。タイトーが何らかの形で関わったアーケードゲームを多数収録した「復刻系ゲーム機」の1タイトルとして収録。内蔵の液晶画面を回転する機構があり、アーケード版と同じの「物理的な縦画面」でのプレイが可能。

アストロシティミニ V版
- セガトイズより発売。こちらにも約4.8インチの液晶ディスプレイが一体化搭載されているが、全収録ソフトが縦画面ゲームのため、ディスプレイは縦画面に「物理的に」固定されており、この一体化ディスプレイではアーケード版と同じ状態でプレイが可能。

※ なおイーグレット～・アストロ～の両機には外部映像出力機能もあり、コチラではディスプレイの置き方に合わせて縦画面映像出力や、横画面の中に縦画面を配置するなど、多彩な設定が可能。また本体の機能として「どこでもセーブ」（ステートセーブ）などプレイに便利な機能が幾つか使える。

## スタッフ
アーケード版
- 企画：弓削雅稔
- プログラム：弓削雅稔
- デザイン：荻原直樹、清水由美子
- 作曲：弓削雅稔

メガドライブ版
- スタッフ：弓削雅稔、岩渕孝悦、中岡慎太郎、N.SAWADA、田高祐子

PCエンジン版
- プロデュース：高橋章二
- プログラム：國廣豊史
- グラフィック：高瀬努、牛久宏治
- サウンド：SHOTARO
- スーパーバイザー：やまざきこうじ
- バグ・チェッカー：SUIT

## 評価
アーケード版
ゲーム誌『ゲーメスト』の企画「第3回ゲーメスト大賞」（1989年度）で、読者投票によりベストシューティング賞で4位、年間ヒットゲームで16位を獲得している。また、1991年にそれまで稼働されていたアーケードゲーム全てを対象に行われた『ゲーメスト』読者の人気投票によるゲーメストムック『ザ・ベストゲーム』では43位を獲得した。
メガドライブ版
- ゲーム誌『ファミコン通信』の「クロスレビュー」では、6・8・7・6の合計27点（満40点）となっており[21][14]、レビュアーの意見としては、「難易度は、かなり高い。（中略）完成度はかなり高いのだから、もう少しユーザーのターゲットを広くしてもいいんじゃないかと思う」などと評されている[21]。

- ゲーム誌『メガドライブFAN』の読者投票による「ゲーム通信簿」での評価は以下の通りとなっており、18.09点（満30点）となっている[8]。同雑誌1993年7月号特別付録の「メガドライブ&ゲームギア オールカタログ'93」では、「その達人級の難易度で話題となった業務用からの移植。メガドライブ版でもその高い難易度は健在で、5周目まで用意されているエンディングをすべて見るのは至難の業。また派手なパワーアップにも注目」と紹介されている[8]。

| 項目 | キャラクタ | 音楽 | 操作性 | 熱中度 | お買得度 | オリジナリティ | 総合  |
| 得点 | 2.84       | 2.94 | 3.31   | 3.24   | 2.94     | 2.82           | 18.09 |

- ゲーム誌『BEEP!メガドライブ』の「BEメガ・ドッグレース」では7、7、9、9の合計32点（満40点）[18]。レビュアーは完成度、移植度は高く難易度ついて設定で敵の弾数だけでなく硬さまで変えられるのが大変良いとした者や遊びやすいとした者、高難易度なためシューティングが苦手な人には勧められず好みな人向けだとした者がいた[18]。

- MegaTechはオリジナリティが欠けているのはよくわかるが「それは十分なアクション、スピードと興奮を提供する確かな楽しさがある」と述べた。Mean Machinesは本作を「純粋で飾り気のない楽しいアーケードの好例」だと結論付けた[22]。

PCエンジン版
ゲーム誌『ファミコン通信』の「クロスレビュー」では7・5・4・5の合計21点（満40点）、『月刊PCエンジン』では80・85・80・75・80の平均80点（満100点）、『マル勝PCエンジン』では6・9・8・7の合計30点（満40点）、『PC Engine FAN』の読者投票による「ゲーム通信簿」での評価は以下の通りとなっており、20.82点（満30点）となっている。また、この得点はPCエンジン全ソフトの中で278位（485本中、1993年時点）となっている。同雑誌1993年10月号特別付録の「PCエンジンオールカタログ'93」では、「業務用からの移植作。難易度の高さと、自機と敵の攻撃の派手さは、まさにシューティングの達人向け」と紹介されている。
| 項目 | キャラクタ | 音楽 | 操作性 | 熱中度 | お買得度 | オリジナリティ | 総合  |
| 得点 | 3.45       | 3.64 | 3.68   | 3.77   | 3.27     | 3.00           | 20.82 |

## 備考
- 本作の特徴の一つである、画面を覆い尽くすサンダーレーザーのデザインは、開発者の弓削雅稔によれば、当時寝ぼけて頭をぶつけた衝撃で目が覚めた時に、頭の中で光ったイメージが元になっているとコメントしている。当時の弓削は寝る時にはそばにメモを置いておき、夢で見た物で使えそうなものは忘れないようにメモしており、サンダーレーザーの案も後でデザイナーにメモを見せて採用した[23][24]。
- フジテレビ系列のバラエティ番組『ウッチャンナンチャンの誰かがやらねば!』（1990年）では、番組内の1コーナーである「ナンチャンを探せ!」で、本作並びに同社の『ワードナの森』（1987年）のBGMが使用されていた。
- 2018年にリリースされた家庭用のシューティングゲーム『ゲーム天国 CruisinMix Special』にてコラボ企画が実現し、TATSUJINの自機が登場した[24]。